# Диаллилдисульфид
Диаллилдисульфид — органический дисульфид, извлекаемый из чеснока и других видов растений рода Лук. Наряду с диаллилтрисульфидом и диаллилтетрасульфидом — основной компонент чесночного масла. Представляет собой желтоватую жидкость, практически не растворимую в воде, с резким запахом чеснока. Образуется при разложении аллицина. Диаллилдисульфид сохраняет многие из полезных свойств чеснока, но также является и аллергеном. В небольших дозах используется как вкусоароматическая добавка в пищу.

## Получение
В чесноке данное вещество синтезируется из аллиина. Когда чеснок давят, аллиин реагирует с ферментом аллиназой, из-за нарушения структурной целостности дольки. В следствии химической реакции образуется аллилсульфеновая кислота, в последствии две молекулы кислоты образуют аллицин. При разложении аллицина образуются различные диалилсульфиды в том числе диалилдисульфид. Увеличение температуры ускоряет реакцию:
{\displaystyle {\ce {CH2=CH-CH2-S(O)-CH2-CH(NH2)-COOH ->[Alliinase C ] CH2=CH-CH-S-OH + CH2=C(NH2)-COOH}}}

{\displaystyle {\ce {CH2=CH-CH2-S-OH + CH2=CH-CH2-S-OH ->[][{- H2O}] CH2=CH-CH2-S(O)-S-CH2-CH=CH2}}}

{\displaystyle {\ce {CH2=CH-CH2-S(O)-S-CH2-CH=CH2 ->[t] CH2=CH-CH2-S-S-CH2-CH=CH2}}}